# Matriz (análisis químico)
En el análisis químico, la matriz se refiere a los componentes de una muestra que no sea el analito de interés. La matriz puede tener un efecto considerable en la forma en que se realiza el análisis y la calidad de los resultados obtenidos; tales efectos son llamados efectos de matriz. Por ejemplo, la fuerza iónica de la solución puede tener un efecto sobre los coeficientes de actividad de los analitos. El enfoque más común para contabilizar los efectos de la matriz es construir una curva de calibración utilizando muestras estándar con una concentración de analito conocida y que intente aproximar la matriz de la muestra tanto como sea posible. Esto es especialmente importante para muestras sólidas donde hay una fuerte influencia de la matriz. En casos con matrices complejas o desconocidas, se puede utilizar el método de adición estándar. En esta técnica, la respuesta de la muestra se mide y se registra, por ejemplo, utilizando un electrodo selectivo para el analito. Luego, se agrega un pequeño volumen de solución estándar y la respuesta se mide nuevamente. Idealmente, la adición estándar debería aumentar la concentración de analito en un factor de 1.5 a 3, y se deberían promediar varias adiciones. El volumen de la solución estándar debe ser lo suficientemente pequeño como para perturbar lo menos posible la matriz.

## Efecto matricial
La mejora y supresión de la matriz se observa con frecuencia en las rutinas analíticas modernas, como GC, HPLC e ICP.
El efecto matriz se cuantifica mediante el uso de la siguiente fórmula:
{\displaystyle ME=100\left({\frac {A(extracto)}{A(est{\acute {a}}ndar)}}\right)}
donde
{\displaystyle A(extracto)} es el área del pico del analito, cuando se diluye con extracto de matriz.
{\displaystyle A(est{\acute {a}}ndar)} es el área de pico del analito en ausencia de matriz.
La concentración de analito en ambos estándares debe ser la misma. El efecto de matriz cercano a 100 indica ausencia de influencia matricial. El valor del efecto de la matriz de menos de 100 indica supresión, mientras que más de 100 es un signo de mejora de la matriz.
La definición alternativa de efecto de matriz utiliza la fórmula:
{\displaystyle ME=100\left({\frac {A(extracto)}{A(est{\acute {a}}ndar)-100}}\right)}
Las ventajas de esta definición son que los valores negativos indican supresión, mientras que los valores positivos son un signo de mejora de la matriz. Idealmente, el valor de 0 está relacionado con la ausencia del efecto matriz.